# أندي كوفمان (لاعب كرة سلة)
أندي كوفمان (1967 - ) (بالإنجليزية: Andy Kaufmann)‏ هو لاعب كرة سلة أمريكي في مركز هجوم صغير الجسم.

## وصلات خارجية
- أندي كوفمان على موقع كلية كرة السلة في سبورتس رفرنس.كوم (الإنجليزية)